# Đại học Phùng Giáp

FCU logo

Đội ngũ cán bộ chủ chốt của FCU

Đại học Phùng Giáp (Feng Chia University) (tiếng Hoa: 逢甲大學) là một trường đại học dân lập ở Đài Trung, Đài Loan, Trung Hoa Dân Quốc. Trường được đặt tên theo Khưu Phùng Giáp (丘逢甲), một trong những nhà lãnh đạo của cuộc kháng chiến chống lại cuộc xâm lược Đài Loan của Nhật Bản vào năm 1895.

Đại học Phùng Giáp xếp thứ 9 ở Đài Loan và thứ 78 ở Châu Á trong Bảng xếp hạng QS World University Rankings by Subject năm 2015 - Computer Science & Information Systems. FCU cũng lọt vào danh sách các trường đại học tổng hợp tư thục hàng đầu trong Bảng xếp hạng QS Asia University Rankings năm 2016. FCU hiện đang hợp tác với nhiều trường đại học trên thế giới như Purdue University, RMIT University, University of Zaragoza, and San Jose State University.

## Lịch sử
Trong thập niên 1950, một nhóm những người giàu có ở miền trung Đài Loan đã đề nghị lập một trường đại học ở khu vực. Trường đã được chuẩn bị thành lập với tên gọi Cao đẳng Kỹ thuật và Kinh doanh Phùng Giáp để tưởng nhớ ông Khưu Phùng Giáp. Năm 1961, trường cao đẳng này đã được thành lập gần Núi Da-Tun ở phía bắc thành phố Đài Trung. Năm 1980, trường trở thành trường đại học.

## Hiện nay
Hàng năm trường tuyển khoảng 20.172 sinh viên mới và nghiên cứu sinh với tám học viện (Colleges): Kỹ thuật, Kinh doanh, Khoa học, Xây dựng và Phát triển, Kỹ thuật Điện tử và Thông tin, Khoa học Xã hội và Nhân văn, Trường quản lý và Phát triển. Trường có 32 khoa, 15 cơ sở nghiên cứu. Đội ngũ giảng dạy có 604 người, trong đó có 134 giáo sư, 260 phó giáo sư, 81 trợ lý giáo sư, 129 giảng sư. Số lượng viên: 20.172 người, trong đó đại học 17.083, nghiên cứu sinh 3.089 người.

## Xếp hạng
Đại học Phùng Giáp là một trường đại học ổn định, có trách nhiệm và giảng dạy xuất sắc ở Đài Loan. Đại học Phùng Giáp vừa được phương tiện truyền thông chính thống của Đài Loan "Tạp chí Foresight" xếp hạng số 1 trong các trường đại học tổng hợp tư thục tốt nhất Đài Loan năm 2021. Đại học Phùng Giáp cũng đã được Bộ Giáo dục Đài Loan chính thức phê duyệt và giành giải thưởng cao nhất của trường đại học tư thục tại Đài Loan năm 2021.